# Lilla Mörttjärnen, Dalarna
Lilla Mörttjärnen är en sjö i Vansbro kommun i Dalarna och ingår i Göta älvs huvudavrinningsområde.